# غوردون ماكالوم
غوردون ماكالوم (بالإنجليزية: Gordon McCallum)‏ هو مهندس الصوت أمريكي، ولد في 26 مايو 1919 في شيكاغو في الولايات المتحدة، وتوفي في 10 سبتمبر 1989 في دورست في المملكة المتحدة.

## وصلات خارجية
- غوردون ماكالوم على موقع IMDb (الإنجليزية)
- غوردون ماكالوم على موقع قاعدة بيانات الفيلم (الإنجليزية)